# Falsopodabrus himalaicus
Falsopodabrus himalaicus es una especie de coleópteros de la familia Cantharidae.

## Distribución geográfica
Habita en Sikkim (India).